# ADM-3A

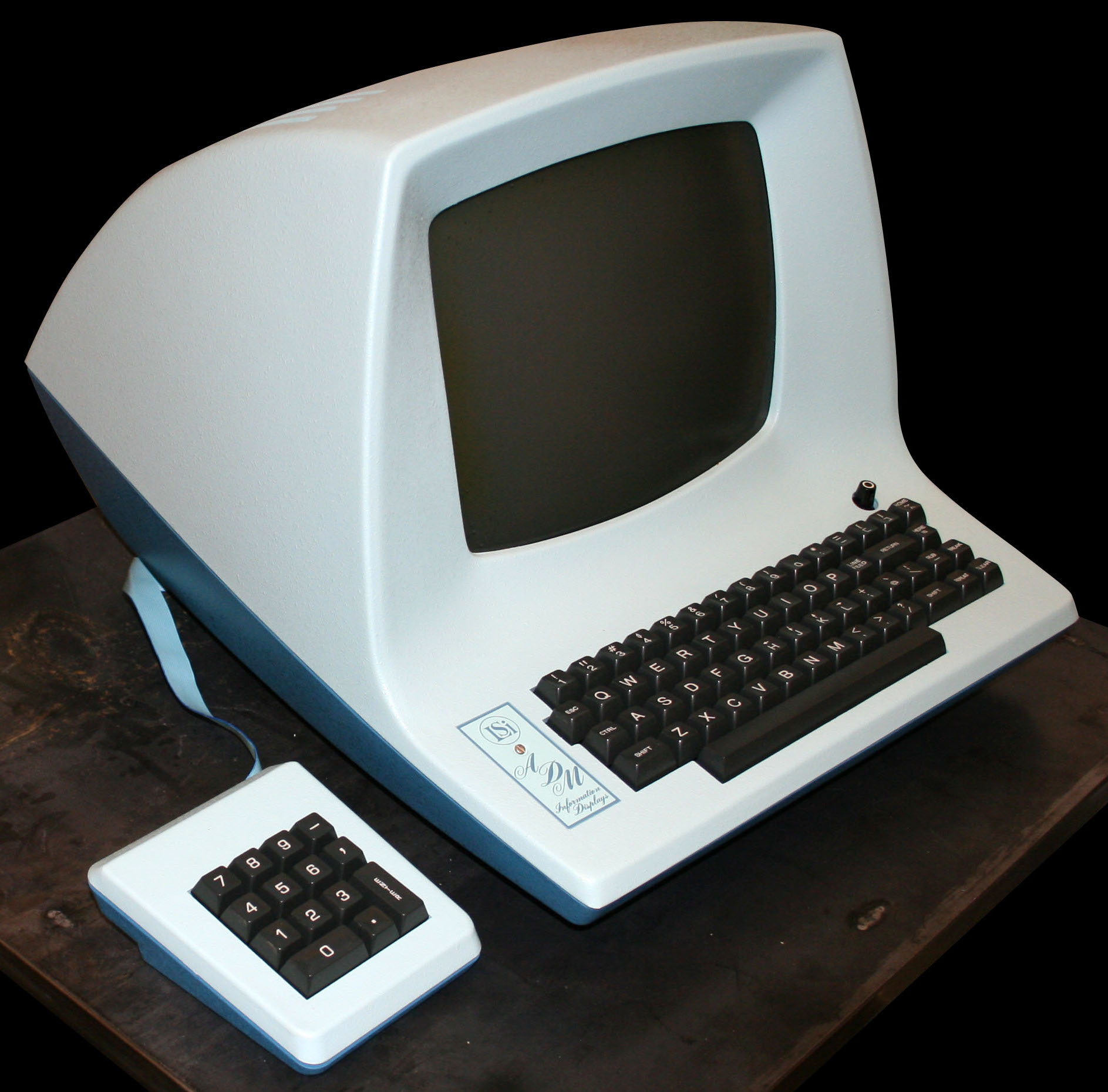
ADM-3A

ADM-3Aとは、Lear Siegler, Inc.が1976年から製造したビデオ表示端末。

## 概要
ビデオ表示端末としては最も早く製品化されたもののひとつであり、かつ、比較的安価でもあったため、広く普及した。

ADM-3A keyboard layout

5×7 のドットマトリクスで文字が表示された。
キーボードは59のキーからなった。12インチのモノクロCRTを備えていた。
VT100と異なりADM-3Aはマイクロプロセッサを内蔵せず、TTLを用いていた。

## viの開発
ビル・ジョイは、カリフォルニア大学バークレー校在学中にADM-3Aが導入されたことをきっかけに、テキストエディタのviを開発した。1979年5月にリリースされたUnixの2BSDにC Shellやviが含まれている。